# Mèo Rex Cornwall
Mèo Rex Cornwall là một giống mèo nhà. Mèo Rex Cornwall là giống mèo không lông và chỉ có lông tơ. Hầu hết các giống mèo có ba loại lông khác nhau trong bộ lông của chúng: lông lớp ngoài hoặc "lông bảo vệ", lớp giữa được gọi là "lông cứng" và lớp cuối cùng được gọi là lông tơ hoặc lớp lông lót, rất mịn và dài khoảng 1 cm. Rex Cornwall chỉ có lớp lông tơ, lông lót này. Giống mèo này dễ bị rụng lông và nhiều con mèo giống này sẽ mọc một bộ lông rất mỏng hoặc thậm chí một số bộ phận cơ thể chúng hoàn toàn không có lông. Những con mèo có lớp lông xoăn thuộc giống mèo Rex Cornwall là những cá thể mèo mang trong mình một đột biến khác nhau và gen đó trội hơn gen của mèo Devon Rex. Loài này có nguồn gốc ở Cornwall, Vương quốc Anh.